# 鍾進
| 姓名         | 鍾進             |
| 出身地       | 豫州潁川郡長社県 |
| 職官         | -                |
| 陣営・所属等 | 曹操             |
| 家族・一族   | 兄：鍾繇         |

鍾 進（しょう しん）は、中国の通俗歴史小説『三国志演義』に登場する架空の人物。
長安太守鍾繇の弟として、『演義』第58回に登場。父の仇を討とうと馬超が長安に攻め寄せてくると、兄と共に長安城を守備し、鍾進は西門を担当する。しかし、領民に紛れて城内に潜入していた馬超配下の龐徳の夜襲を受け、鍾進は一刀の下に斬り殺されている。龐徳は西門を開いて馬超らの軍を長安に迎え入れ、鍾繇は命辛々逃亡している。

## 注
1. ↑  実際には、このような役職は存在しない。ただし、鍾繇が長安方面の統治を担当したのは史実どおりである。